# Калцики, Алексия
Алексия Калцики (греч. Αλεξία Καλτσίκη; род. 9 сентября 1976, Афины, Греция) — греческая актриса

 театра и кино.

## Биография
Окончила в 1998 году Драматическую Школу Национального Театра. Она принимал участие в фильмах различных режиссёров, но режиссёр, с которым работала большую часть времени был Никос Панайотопулос.
В 2016 году она выиграла Специальный Приз Панорамы Европейского Кино и была номинирована на награды Греческой Академии Кино в номинации за лучшую женскую роль второго плана в фильме «Interruption».